# McNeil (Arkansas)
McNeil é uma cidade localizada no estado americano de Arkansas, no Condado de Columbia.

## Demografia
Segundo o censo americano de 2000, a sua população era de 662 habitantes.
Em 2006, foi estimada uma população de 633, um decréscimo de 29 (-4.4%).

## Geografia
De acordo com o United States Census Bureau, a localidade tem uma área de 3,5 km², sem área coberta por água.

## Localidades na vizinhança
O diagrama seguinte representa as localidades num raio de 32 km ao redor de McNeil.